# Acalypha suirenbiensis
Acalypha suirenbiensis é uma espécie de flor do gênero Acalypha, pertencente à família Euphorbiaceae.